# Aleurotrachelus reunionensis
Aleurotrachelus reunionensis là một loài côn trùng cánh nửa trong họ Aleyrodidae, phân họ Aleyrodinae.
Aleurotrachelus reunionensis được Takahashi miêu tả khoa học đầu tiên năm 1960.